# Josh Holloway
Josh Holloway američki je glumac i maneken iz Free Homea u američkoj saveznoj državi Georgia. Poznat je po svojoj ulozi Jamesa Sawyera Forda u seriji Izgubljeni. 

## Rani život
Holloway je rođen u gradu San Joseu u američkoj saveznoj državi Kaliforniji, drugi od četiri dječaka. Njegova se obitelj preselila u Blue Ridge Mountains kada je imao dvije godine. Odrastao je u gradiću Free Home u sjevernom dijelu Georgie.